# Metal Slug 3
Metal Slug 3 (メタルスラッグ 3 Metaru Suraggu 3?) es un videojuego que forma parte de la saga Metal Slug. 
Fue estrenado para la consola Neo-Geo el 1 de junio de 2000. También forma parte del Metal Slug Anthology para la Wii, PlayStation 2 y PlayStation Portable.
Este sería el último Metal Slug producido por SNK antes de su bancarrota y posterior resurrección como SNK Playmore.
En 2009 se lanzó en PC su versión compilatoria, llamada Metal Slug Collection PC, y en 2014 se lanzó en Steam una versión para PC que incluye nuevos personajes, así como armas y vehículos a su predecesora.
En 2015 se lanzó en PlayStation Network para descarga cross buy en PS3, PS Vita y PS4. Es considerado por muchos fanes como el mejor título de la saga.

## Historia
La rebelión liderada por el general Morden, que buscaba instaurar un nuevo régimen mundial, ya es parte del pasado, y la paz y el orden están volviendo al mundo. Morden, quien había retomado el poder, intentaba un nuevo golpe de Estado, pero las fuerzas gubernamentales descubrieron sus planes a tiempo y frustraron el ataque.
Para neutralizar a las fuerzas rebeldes de Morden, Marco y Tarma de la Fuerza de Ataque del Halcón Peregrino fueron encargados de liderar el equipo después de que sus solicitudes de renuncia fueran rechazadas. Aunque los seguidores del general Morden lo consideran "desaparecido", se han escondido por todo el mundo. Las habilidades y experiencia de Marco y Tarma son esenciales para desmantelar las fortalezas rebeldes restantes una a una. Durante la intensa lucha contra los rebeldes, Marco y Tarma sospechan que Morden está involucrado en un nuevo plan para dominar el mundo.
Mientras tanto, los SPARROWS, una fuerza de ataque especial de la agencia de inteligencia del gobierno, han encontrado una serie de eventos extraños que coinciden con la persecución del general Morden por parte de los Halcones Peregrinos. Desde pequeños secuestros de ganado hasta la desaparición de funcionarios del gobierno y la aparición de criaturas gigantes, numerosos eventos aparentemente desconectados apuntan a una posibilidad inquietante. El general Morden no es la única amenaza. Finalmente, se descubre que la amenaza alienígena vista en Metal Slug 2 / Metal Slug X ha regresado.

## Misiones
- Misión 1:

El ejército regular llega a  una isla donde se enfrentan a rebeldes, insectos mutantes, crustáceos mutantes y a un gigantesco cangrejo ermitaño modificado genéticamente con armas y proyectiles.
- Misión 2:

El ejército regular es informado de que un meteorito ha caído en un bosque, provocando un accidente aéreo y convirtiendo a los pasajeros en zombis. Al adentrarse en la misión, el equipo se enfrenta a rebeldes, zombis, alienígenas de un solo ojo, pueden entrar a un tipo de iglú y combatir con múltiples tipos de sasquatch y a un artefacto extraterrestre que invoca monolitos con inscripciones alienígenas que intentan aplastar al jugador.
- Misión 3:

El ejército regular se sumerge en las profundidades marinas, donde se enfrentan a barcos y submarinos enemigos del ejército rebelde. Llegan a una base secreta de dicho ejército, donde se enfrentan a rebeldes que están fabricando vehículos robóticos y donde también enfrentan a un enorme robot llamado Rey Júpiter.
- Misión 4:

Los soldados del ejército regular llegan a un desierto invadido por rebeldes, plantas carnívoras, momias, insectos mutantes, crustáceos mutantes, y terroristas. Nuestros héroes enfrentan estas amenazas, pero también confrontan a un poderoso dios japonés en el camino.
- Misión 5:

Esta misión suele ser más larga que las anteriores. Los héroes ahora se enfrentan al último grupo del Ejército Rebelde, que está a punto de lanzar varios cohetes en un campo abierto. Para no perder tiempo, el ejército regular sube a Slugs aéreos y vuelan a través de los vehículos de transporte de suministros rebeldes. En el campo, se encuentran con el general Morden en su nave personal reformada, y comienza la pelea final. Sin embargo, Morden resulta ser un impostor que se convierte en un marciano. Este marciano captura a uno de los miembros del ejército regular y se lo lleva al espacio. Los miembros restantes del ejército regular y el Ejército Rebelde unen fuerzas para ir al espacio y rescatar a Morden y al soldado regular secuestrado. Nuestros protagonistas llegan a la nave nodriza de los marcianos, donde en el camino salvan a Morden. Al adentrarse más en la nave, el ejército regular se enfrenta al jefe supremo de los marcianos, conocido como Rootmars. Después de derrotarlo, el ejército regular continúa buscando al miembro secuestrado y descubre que ha sido clonado. El grupo mata a los clones y llega a una cámara de clonación donde encuentran al soldado secuestrado. Este es rescatado, pero surgen más clones que se convierten en zombis, obligando a los miembros del ejército regular a abandonar la nave en un vehículo Metal Slug. El grupo es interceptado en la atmósfera nuevamente por Rootmars, quien ha sido reconstruido, pero logran derrotarlo y caen al mar sanos y salvos.

## Jugabilidad
Se mantiene igual que los juegos anteriores de Metal Slug. En esta, se agregan nuevos slugs en las distintas misiones:
- Slug Mariner (submarino) Vehículo equipado específicamente para el agua, el cual lanza torpedos.
- Elephant Slug (elefante) Enorme elefante equipado con dos vulcans en el costado. Este peculiar elefante tiene 2 tipos de bomba, 1 es cuando toma una munición con un dibujo de unos pimientos con llamas el cual hace que dispare bolas de fuego gigantes por su trompa y 2 es cuando toma una carga de electricidad y el resultado es que hace que dispare rayos de electricidad por la trompa. Mientras no se obtengan ninguno de estos dos objetos, el control solo lanzara las granadas desde el lomo del animal.
- Slug Copter (helicóptero) atributos similares al Slug Flyer, con la diferencia que puede disparar hacia atrás y es más veloz. Este vehículo lanza las bombas por la parte de abajo del helicóptero y también si uno juega solo en esta misión y es seleccionado el Slug Copter al explotar se consigue otro en alguna parte de la misión.

- Slug Driller (taladro) Vehículo con apariencia de un taladro gigante, capaz de penetrar a los enemigos que se crucen, a la vez, si se presiona el botón de salto, una plataforma levantara al conductor con el que no podrá ser alcanzado por los enemigos. Aparece en el nivel 4, en la parte del camino subterráneo de los insectos.
- Ostrich Slug (avestruz) Enorme avestruz que carga las municiones al costado (como el elefante y el camello). Se caracteriza por ser rápida, a la vez de poder dar saltos a gran distancia. Además, es el único "vehículo animal" que puede darse o que se da la vuelta (claro, al hacerlo el jugador queda momentáneamente expuesto.
- lv Rebel Armor (armadura) Una armadura equipada de fabricación de la armada rebelde que puede ser robada si se mata al conductor original. Consta inicialmente con un Heavy Machine Gun con 200 balas y 10 misiles del tipo A.P. (armor piercing), a la vez de realizar ataques melee con las garras y saltos más largos (si se presiona el salto dos veces). Aunque consta de munición limitada, es uno de los pocos vehículos que puede cambiar su armamento en el transcurso, por ejemplo, si se encuentra munición de Shot Gun, se puede equipar en el vehículo directamente.
- Astro Slug (nave espacial) Otro vehículo de fabricación rebelde. Una pequeña nave con armamento infinito a la vez de contar con 10 misiles dobles. Al igual que el lv Rebel Armor, se pueden equipar otras armas las cuales serán de munición limitada, al acabarse, se regresa al armamento original. Como aditamento extra, se pueden encontrar en el transcurso dos vulcans que se equipan directamente a la nave, cubriendo mayor campo de tiro....eso si, al primer toque del enemigo, serán removidos. Se proporciona al momento del secuestro de Morden.

También, los personajes de Metal Slug 2 y Metal Slug X aparecen nuevamente en esta saga, siendo ellos Marco Rossi, Tarmicle Roving III, Fio Germi y Eri Kasamoto.
El 90 % de las animaciones y sprites de los personajes y enemigos junto a sus voces y sonidos proceden de los juegos anteriores como el Metal Slug 2 y 1.
Con la dificultad elegida tan solo cambia la velocidad y resistencia de los enemigos conservando sus animaciones y ataques mientras que el resto del juego (escenarios,número de enemigos, recorrido, tiempo, número de misiones y ending no sufren cambios).
Se puede aumentar el tiempo de cada misión hasta 90 pero no permite bajarlo de 60.